# Karlskrona IBK
Karlskrona IBK. var en innebandyklubb från Karlskrona. Säsongen 1991/1992 överraskade laget som nykomlingar i division 1 och slutade på en tredjeplats. Säsongen 1992/1993 gick laget till SM-slutspel och tog hem sitt första SM-brons.
Efter bristande engagemang i klubben lades verksamheten ner 2003.